# Блоцхајм
Блоцхајм (фр. Blotzheim) насеље је и општина у источној Француској у региону Алзас, у департману Горња Рајна која припада префектури Милуз.
По подацима из 2011. године у општини је живело 4.172 становника, а густина насељености је износила 285,75 становника/km². Општина се простире на површини од 14,6 km². Налази се на средњој надморској висини од 270 метара (максималној 323 m, а минималној 242 m).

## Демографија
| 1962. | 1968. | 1975. | 1982. | 1990. | 1999. | 2011. |
| ----- | ----- | ----- | ----- | ----- | ----- | ----- |
| 1.951 | 2.110 | 2.353 | 2.340 | 3.090 | 3.564 | 4.172 |

График промене броја становника у току последњих година